# انگلوود (تنسی)
انگلوود (به انگلیسی: Englewood) شهری در ایالت تنسی کشور ایالات متحده آمریکا است که جمعیت آن در سرشماری سال ۲۰۱۰ میلادی، ۱٬۵۳۲ نفر بوده‌است.